# محمد باقر الشخص
محمد باقر الشخص (1314 هـ – 1381 هـ) هو عالم وفقيه ومدرس شيعي، ولد في قرية القارة في الأحساء، وتوفي في النجف ودفن فيها. 

## نسبه
هو السيد محمد باقر بن السيد علي بن السيد أحمد بن إبراهيم بن رضي بن إبراهيم بن علي بن محمد بن أحمد بن السيد علي الشخص الموسوي الأحسائي القاري بن عبد الله بن أحمد بن عبد الله بن محمد بن أحمد بن جعفر بن موسى بن السيد أحمد المدني بن محمد بن موسى بن محمد بن أحمد بن عبد الله بن أحمد بن محمد بن جعفر بن أحمد بن محمد بن إبراهيم بن عبد الله بن أحمد بن موسى بن حسين بن إبراهيم بن حسن بن أحمد بن أبي يحيى محمد بن أبي جعفر أحمد الزاهد بن السيد إبراهيم المجاب بن السيد محمد العابدين بن الإمام موسى بن جعفر الكاظم. 

## مولده ونشأته
ولد السيد محمد باقر في بلدة القارة بالأحساء سنة (1315 هـ - 1897 م) ونشأ بها، وهو أصغر من أخويه الخطيبين السيد أحمد والسيد عبد الحسين الشخص. 

## دراسته وتدريسه
تلقى كل دروسه العلمية في مدينة النجف، وبدأ دراسته في سن مبكر، فقرأ أولاً بعض المقدمات عند أحد الفضلاء وهو الشيخ محمد علي الصندوق الدمشقي ، ثم لازم العلامة الحجة السيد ناصر بن السيد هاشم السلمان الموسوي الأحسائي المتوفى سنة 1358هـ، وحضر عنده معظم المقدمات والسطوح، وكان ملازما له طيلة فترة وجود السيد ناصر في النجف، وكان السيد ناصر بمثابة الأب والمرشد الروحي له.
وفي حدود سنة 1331هـ بعد إكمال دراسة المقدمات والسطوح وعلم الكلام والفلسفة - بدأ حضور أبحاث الخارج في الفقه والأصول عند عدد من أصحاب العلم، وكان يكتب دروس أساتذته ويقرر أبحاثهم.

## بعض تلاميذه
تخرج على يديه عدد كبير من العلماء من أهالي العراق والخليج ولبنان وغيرها.. وأهمهم: 
1. السيد محمد باقر الصدر.
2. الشيخ محمد جواد مغنية.
3. الدكتور عبد الرزاق محيي الدين، وزير الوحدة العراقي في حكومة عبد السلام عارف.
4. الشيخ عبد المنعم الفرطوسي.
5. السيد محمد علي خان.
6. الشيخ سليمان اليحفوفي.
7. الشيخ علي التاروتي.
8. الشيخ منصور البيات.
9. الشيخ عبد الرسول الجشي.
10. السيد طاهر السلمان.

## مؤلفاته
له عدة مؤلفات كلها في الفقه والأصول، منها: 
- كتاب في الأوامر والنواهي.
- رسالة في التسامح بأدلة السنن.
- رسالة في الاجتهاد والتقليد.
- كتاب في المكاسب المحرمة.
- كتاب ضخم في تمام الأصول العلمية.
- رسالة في الدائرة الهندية ومعرفة القبلة.

## شعره
كان باقر الشخص شاعراً وأديباً، وله أشعار في مدح ورثاء آل البيت. ذكرت في معجم البابطين عن شاعريته «شاعر مقل، لم يكن يعتني بشعره شأن علماء عصره، لم يتبق من إنتاجه إلا بعض المقطوعات، وأرجوزته في رحلته للحج، تنوعت مقطوعاته بين المديح والرثاء، اعتمد العروض الخليلي، وتأثر بثقافته التراثية والدينية وعمله والمحيط الديني الذي نشأ فيه.» ومن شعره تخميس في رثاء الحسين: 
أُبرِزنَ من حرمِ النبوّةِ حُسّراً – فرأت حماها في الصعيدِ معفّراً
فدعتهُ يا كهفي إذا خطبٌ عرا
أنعم جواباً يا حسينُ أما ترى – شمرَ الخنا بالسوطِ كسّرَ أضلعي
أترى الأعادي بالهوانِ تسومنا – قد أججّوا نيرانَهُم بخيامِنا
مَن لي فديتُكَ ليتَ عاجلني الفنا
فأجابَها من فوقِ شاهقةِ القنا – قُضي القضا يا زينبُ فاسترجعي

## وفاته
في سنة 1379 هـ أصيب السيد محمد باقر الشخص بمرضِ فتاك لازمه سنتين، وكان من أولياء الصابرين فنقل إثر ذلك المرض إلى (بيروت) للعلاج بصحبة نجله الأكبر السيد عبد الرضا، وكان يتردد عليه في المستشفى العديد من علماء جبل عامل وبعض تلامذته للإطمئنان عليه وزيارته، وبعد مدة أُعيد إلى النجف الأشرف لكن المرض لم يبارحه حتى سنة 1381هـ، وبدا حاله بالتراجع حتى يوم الأربعاء الثامن من شهر رمضان المبارك سنة 1381. ثم توفي في اليوم التاسع من رمضان 1381 هـ بالنجف ودفن بالصحن الشريف بحجرة رقم 24. 

## وصلات خارجية
- إجازة السيد محمد باقر الشخص للشيخ حسين القديحي، (جهينة الإخبارية).
- كتاب السيد محمد باقر الشخص الأحسائي عالما فقيها، (غودريدز).